# Recco
Recco (latin: Ricina eller Recina) är en stad och kommun i  storstadsregionen Genua, innan 2015 provinsen Genova, i Ligurien, Italien. Kommunen hade 9 632 invånare (2018).
Staden är speciellt känd för focacciareceptet focaccia di Recco col formaggio.

## Vänorter
- Ponte di Legno, Italien